# Aubrey Plaza

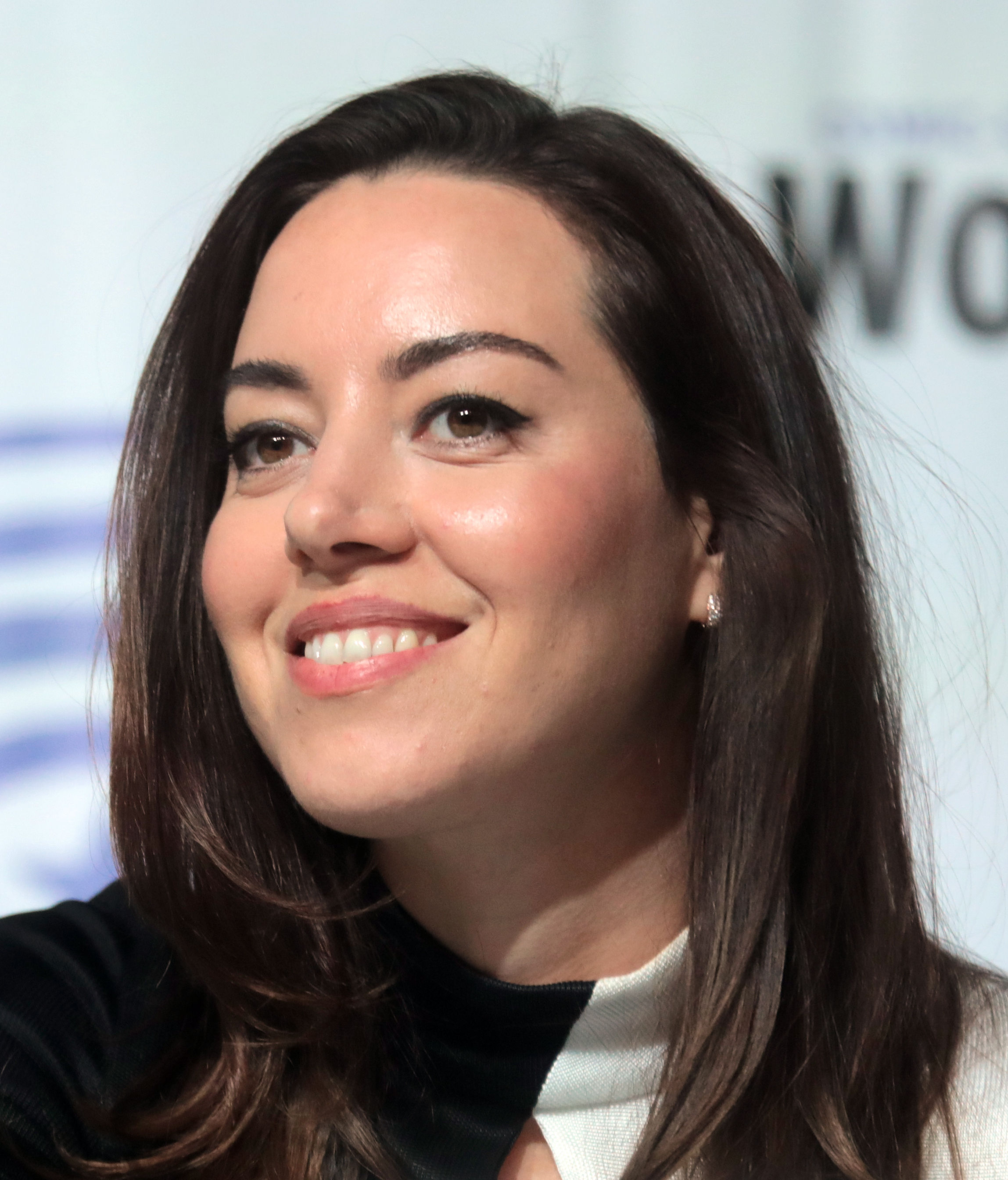
Aubrey Plaza (2019)

Aubrey Christina Plaza (* 26. Juni 1984 in Wilmington, Delaware) ist eine US-amerikanische Komikerin, Schauspielerin und Filmproduzentin.

## Leben
Aubrey Plaza ist puerto-ricanischer sowie irisch-britischer Abstammung. Sie besuchte die private Mädchenschule Ursuline Academy in Delaware, die sie 2002 abschloss. Sie studierte bis 2006 an der Tisch School of the Arts der New York University. Mit der Upright Citizens Brigade trat Plaza als Impro- sowie als Stand-up-Komikerin auf.
Von 2009 bis 2015 gehörte Plaza in der NBC-Serie Parks and Recreation in ihrer Rolle als April Ludgate zum Cast um Amy Poehler.
Plaza war seit 2011 mit dem Filmregisseur und Drehbuchautor Jeff Baena liiert und heiratete ihn 2020. Baena starb im Januar 2025.
Im Sommer 2025 wurde Plaza Mitglied der Academy of Motion Picture Arts and Sciences.

## Filmografie (Auswahl)
Als Schauspielerin
- 2006: Killswitch (Kurzfilm)
- 2006: In Love (Kurzfilm)
- 2006: 30 Rock (Fernsehserie, Folge 1x07)
- 2007: The Jeannie Tate Show (Fernsehserie)
- 2006–2008: Mayne Street (Fernsehserie, 6 Folgen)
- 2009: Wie das Leben so spielt (Funny People)
- 2009: Mystery Team
- 2009–2015: Parks and Recreation (Fernsehserie, 125 Episoden)
- 2010: Scott Pilgrim gegen den Rest der Welt (Scott Pilgrim vs. the World)
- 2011: Algebra in Love (Damsels in Distress)
- 2011–2012: Portlandia (Fernsehserie, 3 Folgen)
- 2012: Journey of Love – Das wahre Abenteuer ist die Liebe (Safety Not Guaranteed)
- 2012: Charlies Welt – Wirklich nichts ist wirklich (A Glimpse Inside the Mind of Charles Swan III)
- 2013: Die Monster Uni (Monsters University, Stimme)
- 2013: Die To-Do Liste (The To Do List)
- 2013–2014: Die Legende von Korra (The Legend of Korra, Fernsehserie, 12 Folgen, Stimme)
- 2014: Ned Rifle
- 2014: Life After Beth
- 2014: Playing It Cool
- 2014–2015: Welcome to Sweden (Fernsehserie, 6 Folgen)
- 2015: The Driftless Area – Nichts ist wie es scheint (The Driftless Area)
- 2015: Golan the Insatiable (Fernsehserie, 6 Folgen, Stimme)
- 2016–2020: Criminal Minds (Fernsehserie, 4 Folgen)
- 2016: Dirty Grandpa
- 2016: Mike and Dave Need Wedding Dates
- 2017: The Little Hours
- 2017: Ingrid Goes West
- 2017: Easy (Fernsehserie, Folge 02x01)
- 2017–2019: Legion (Fernsehserie, 22 Folgen)
- 2018: An Evening with Beverly Luff Linn
- 2019: Child’s Play
- 2020: Happiest Season
- 2020: Black Bear
- 2020: Und jetzt: Die Muppets! (Muppets Now, Fernsehserie, Folge 1x04)
- 2021: Best Sellers
- 2022: Emily the Criminal
- 2022: Spin Me Round
- 2022: Operation Fortune (Operation Fortune: Ruse de Guerre)
- 2022: The White Lotus (Fernsehserie, 7 Folgen)
- 2023: Scott Pilgrim hebt ab (Scott Pilgrim Takes Off, Fernsehserie, 6 Folgen, Stimme)
- 2024: My Old Ass
- 2024: Megalopolis
- 2024: Agatha All Along (Fernsehserie, 6 Folgen)

Als Produzentin
- 2017: The Little Hours
- 2017: Ingrid Goes West
- 2020: Black Bear
- 2022: Emily the Criminal

## Auszeichnungen
Emmy
- 2023: Nominierung als beste Nebendarstellerin – Dramaserie für The White Lotus

Golden Globe Award
- 2023: Nominierung als beste Nebendarstellerin – Miniserie, Anthologie-Serie oder Fernsehfilm für The White Lotus

Goldene Himbeere
- 2017: Nominierung als schlechteste Nebendarstellerin für Dirty Grandpa

Gotham Award
- 2022: Nominierung als beste Darstellerin für Emily the Criminal[5]